# 刘成威

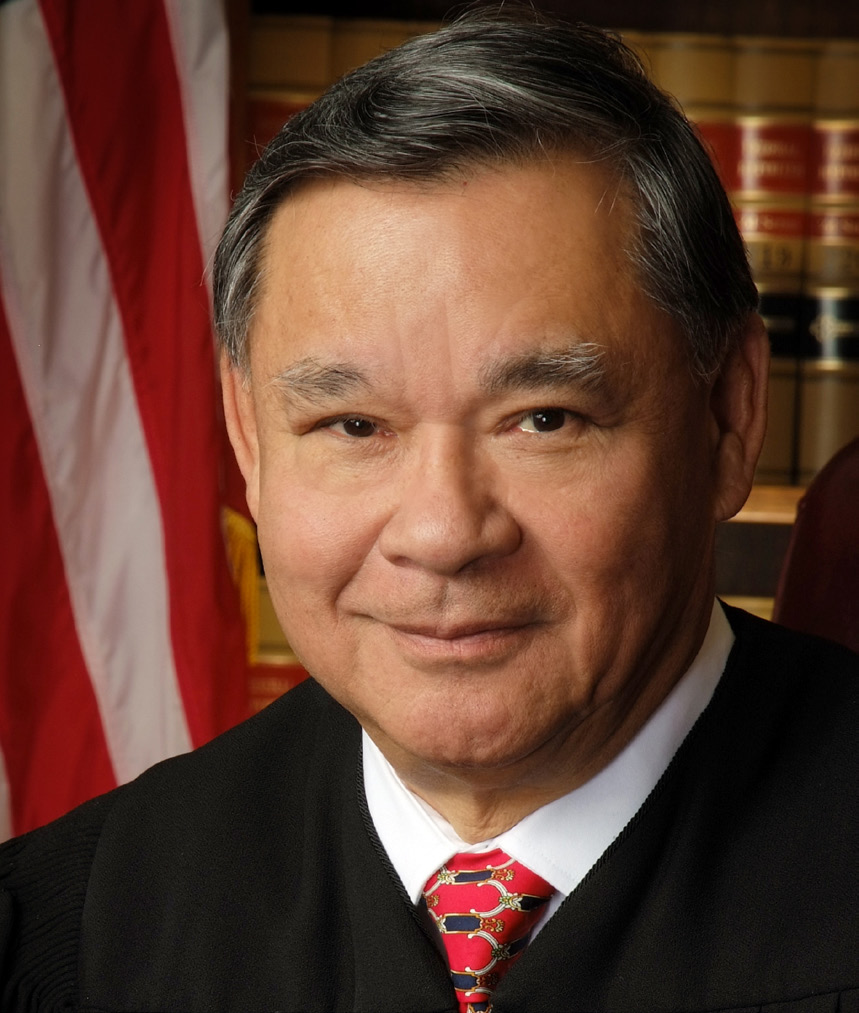

刘成威（1941年9月19日—2023年5月19日），美国联邦初审法院法官，原籍廣東台山。他是美国本土第一位担任联邦法院法官的华裔。
刘成威1964年本科毕业于Loyola Marymount大学，1971年美国西南大学法学院，获得JD学位，1987年被罗纳德·里根总统任命为联邦法官。